# Günther von Kluge
Günther von Kluge   (Poznań, 30 d'octubre de 1882 - Dombasle-en-Argonne, 17 d'agost de 1944), nom complet Hans Günther von Kluge, fou un militar alemany durant la Segona Guerra Mundial que arribà al rang de Mariscal de Camp.
Nascut al si d'una família prussiana de gran tradició militar, va ser tot un mestre en el concepte de la Blitzkrieg.
Durant la I Guerra Mundial participà en la batalla de Verdun com a oficial d'Estat Major.
El 1936 era Tinent general, i el 1937 obtingué el comandament del 6è Grup d'Exèrcits, que es convertiria en el 4t Exèrcit, el qual comandà el 1939 en la Campanya de Polònia. Es va oposar al pla d'atacar occident, però comandà al 4t Exèrcit al seu avanç al bosc de les Ardenes, que culminà amb la caiguda de França.
El 1941 va ser nomenat comandant del Grup d'Exèrcits Centre pel Front Oriental, amb Heinz Guderian com a subordinat (si bé la realitat és que Guderian actuava segons la seva iniciativa, fent cas omís de les indicacions de Kluge). Al desembre de 1941, a les portes de Moscou, Kluge provà de persuadir Hitler sobre la necessitat de realitzar una retirada limitada per sectors, davant la contraofensiva hivernal soviètica. Kluge arribà a telefonar personalment en repetides ocasions al quarter general de Hitler, però la resposta era que petites retirades al final representen una retirada total. Guderian provà d'arribar a Moscou i arribà a escassos 42 km del centre de la capital. No obstant això, donada l'escassetat de combustible i la manca de subministraments, va haver de retirar-se davant els contraatacs dels esquadrons siberians. Kluge el destituí.
Quan la situació resultà insostenible, demostrà les seves qualitats tàctiques a les batalles defensives per mantenir un front estable, fins que s'inicià la segona ofensiva alemanya a la Unió Soviètica, a l'estiu de 1942.
El 27 d'octubre de 1942 va resultar greument ferit quan el seu vehicle va bolcar a la carretera de Minsk a Smolensk. Va ser incapaç de tornar al servei actiu fins al juliol de 1944, quan és nomenat Comandant en Cap de l'Oest, després que Gerd von Rundstedt fos destituït arran del desembarcament aliat a Normandia. En va tractà de contraatacar a la zona d'Avranches, però les seves forces eren insuficients per aturar el 7è Cos d'Exèrcit americà, un fracàs que li provocà una profunda depressió.
Kluge es veié involucrat d'alguna manera amb la resistència militar, o almenys en coneixia alguns detalls. Si bé no hi participà activament, tampoc no ho denuncià als seus superiors. Va mantenir una actitud tèbia i no va delatar els plans de von Tresckow, un dels caps de la resistència (Widerstand) (i que serví com a Cap d'Estat Major al Grup d'Exèrcits Centre), quan se n'assabentà que planejava assassinar Hitler durant una visita al Grup d'Exèrcits Centre. No obstant això, Kluge rebutjà donar suport als conspiradors del Complot del 20 de juliol quan va saber que Hitler havia sobreviscut a l'atemptat.
Posteriorment, va ser cridat a Berlín per a reunir-se amb Hitler després del cop d'estat fallit de Stauffenberg. Convençut que Hitler el castigaria per conspiració (i pels presumptes intents de negociació amb els aliats, de fet Himmler i Bormann ja havien aixecat sospites al respecte), se suïcidà prenent una càpsula de cianur a l'avió que el portava a Berlín. Al seu testament, Kluge refermava la seva lleialtat a Hitler.

## Condecoracions
- Creu de Cavaller de la Creu de Ferro amb Fulles de Roure i Espases

- Creu de Cavaller (30.09.1939) (com General der Artillerie i Oberbefehlshaber der 4. Armee)
- Fulles de Roure (18-01-1943) (com Generalfeldmarschall i Oberbefehlshaber der Heeresgruppe Mitte) (181º)
- Espases (29-10-1943) (com Generalfeldmarschall i Oberbefehlshaber der Heeresgruppe Mitte) (40è)

- Creu de Cavaller del Reial Orde Prussià de Hohenzollern amb espases
- Creu de Ferro 1914 de 1a Classe
- Creu de Ferro 1914 de 2a Classe
- Barra de 1939 a la Creu de Ferro 1914 de 2a Classe
- Barra de 1939 a la Creu de Ferro 1914 de 1a Classe
- Cavaller de l'Orde del Mèrit Militar de 4a Classe amb espases (Baviera)
- Creu al Mèrit Militar de 2a Classe (Mecklenburg-Schwerinsches)
- Medalla al Mèrit pel retorn (Oldenburg)
- Orde de la Corona de Ferro de 3a classe amb distintiu de guerra (Àustria)
- Creu del Mèrit Militar de 3a classe amb distintiu de guerra (Àustria)
- Insígnia d'Observador (Prússia)
- Insígnia de Ferit, 1918 en Negre
- Creu d'Honor 1914-1918
- Insígnia de 1a Classe del Llarg Servei a les Forces Armades (Creu dels 25 anys de Servei)
- Insígnia de 3a Classe del Llarg Servei a les Forces Armades (Medalla dels 12 anys de Servei)
- Medalla de la Campanya d'Hivern a l'Est 1941/42
- Butlletí de la Wehrmacht: 07-08-1941; 18-10-1941; 19-10-1941; 03-09-1943